# If Anything Happens I Love You
Pour plus de détails, voir Fiche technique et Distribution.
If Anything Happens I Love You est un film d'animation américain écrit et réalisé par Michael Govier et Will McCormack. 
L'histoire met en scène un couple de  parents en période de deuil, luttant après la perte de leur fille lors d'une fusillade à l'école.
Le film a été produit par Gilbert Films et Oh Good Productions. Il a été diffusé durant une projection privée à la United Talent Agency à Beverly Hills le 4 mars 2020 et sur Netflix le 20 novembre 2020,.

## Intrigue
Deux parents commencent à s'éloigner l'un de l'autre à la suite de la mort de leur fille adolescente. Bien qu'ils refusent de se parler en personne, les deux sont surveillés par des ombres exprimant leurs vraies émotions. Alors que le père est de sortie, la mère songe à entrer dans l'ancienne chambre de sa fille, mais envahie par le chagrin et la tristesse, elle est incapable de passer la porte.
En faisant la lessive, la mère se met à pleurer en réalisant qu'elle a lavé un des t-shirts de sa fille. Alors qu'elle s'assoit près de la machine à laver, elle provoque la chute d'un ballon de football qui finit par ouvrir accidentellement la porte de la chambre de sa fille, pour rouler jusqu'à un tourne-disque et l'allumer. S'élève alors la chanson 1950 (en), invitant la mère à entrer dans la chambre, où elle retrouvera plus tard son mari. Pendant que la musique continue de se jouer en arrière-plan, une ombre représentant leur fille surgit du tourne-disque, et les parents commencent à se remémorer les évènements de la vie de leur enfant.
Dans les flashbacks, les parents voient leur fille grandir. Pendant les flashbacks, elle développe une passion pour le football, célèbre son 10e anniversaire et expérimente son premier baiser. Dans un dernier flash-back, elle quitte ses parents pour se rendre à l'école. Sachant ce qui est sur le point de se passer, les ombres des parents tentent de l'empêcher d'entrer dans le bâtiment, mais elles échouent. À l'intérieur de l'école, la fille est abattue lors d'une fusillade, son dernier texto à sa mère étant : « Si quelque chose arrive, je t'aime. » 
Au fur et à mesure que les ombres des parents se séparent, celle de la fille les rapproche, forçant les parents en chair et en os à regarder les bons souvenirs qu'ils ont eu l'occasion de partager avec elle, lorsqu'elle était encore vivante. Dans le présent, le couple s'enlace, et l'ombre de la fille devient une lumière vive entre les ombres de ses parents endeuillés.

## Réception
Dans sa critique pour The Independent Critic, Richard Propes a attribué au court métrage une note A + (lui attribuant également quatre étoiles sur cinq), acclamant le message, l'animation et les personnages du film, écrivant que « If Anything Happens I Love You est un mélange parfait d'art et de but, de sens et de mission. C'est un chef-d'œuvre animé. » Après avoir regardé le court métrage, l'équipe de Decider a recommandé aux téléspectateurs de regarder le film, Anna Menta qualifiant le court métrage de « portrait magnifique mais atrocement douloureux d'une tragédie », déclarant qu'il était honnête et ressemblait à une histoire vraie.

## Distinction
- Oscars 2021 :  Meilleur court métrage d'animation[réf. nécessaire]